# Mickey Free

Mickey Free (født 1847/1848, død 1914) var en apacheindianer-spejder og dusørjæger for den amerikanske hær. Mickey blev som barn kidnappet af andre apacheindianere, og disse oplevelser fik ham til at blive modstander af apacheindianerne. Mickey var hellere ikke født som apacheindianer, men menes at være halv irer og halv mexikaner.
Mickey tjente ved et af den amerikanske hærs forter kaldet Fort Verde, der er beliggende i staten Arizona. Mickey tjente ved Fort Verde fra 1874-1878 som apacheindianer-spejder.